# Сињи Вир
Сињи Вир је насеље у Србији у општини Параћин у Поморавском округу. Према попису из 2022. било је 167 становника.

## Постанак села
По предању, село је насељавано, расељавано и пресељавано. Тако се прича да је 1819. године било са десне стране Велике Мораве и да је тада спадало у ћупријску нахију. Доцније га је Морава поплавила, па се отуда преселило у Старо Село. Када је и тамо почела да прети опасност од поплаве, премештено је на данашње место. Сматра се да је старије од Трешњевице, али се по веровању не подиже због Сињег Вира (Велике Баре), који неповољно утиче на здравље.

## Историја
До Другог српског устанка Сињи Вир се налазио у саставу Османског царства. Након Другог српског устанка Сињи Вир улази у састав Кнежевине Србије и административно је припадао Ћупријској нахији а након тога и Јагодинској нахији све до 1834. године када је Србија подељена на сердарства.

## Демографија
У насељу Сињи Вир живи 202 пунолетна становника, а просечна старост становништва износи 42,4 година (39,8 код мушкараца и 45,4 код жена). У насељу има 67 домаћинстава, а просечан број чланова по домаћинству је 3,75.
Ово насеље је великим делом насељено Србима (према попису из 2002. године), а у последња три пописа, примећен је пад у броју становника.
|  |

| Демографија | Демографија | Демографија |
| Година      | Становника  | Становника  |
| ----------- | ----------- | ----------- |
| 1948.       | 336         |             |
| 1953.       | 364         |             |
| 1961.       | 377         |             |
| 1971.       | 334         |             |
| 1981.       | 319         |             |
| 1991.       | 318         | 294         |
| 2002.       | 251         | 276         |

| Етнички састав према попису из 2002.‍ | Етнички састав према попису из 2002.‍ | Етнички састав према попису из 2002.‍ | Етнички састав према попису из 2002.‍ | Етнички састав према попису из 2002.‍ |
| ------------------------------------ | ------------------------------------ | ------------------------------------ | ------------------------------------ | ------------------------------------ |
|                                      |                                      |                                      |                                      |                                      |
| Срби                                 | Срби                                 |                                      | 250                                  | 99,60%                               |
| непознато                            | непознато                            |                                      | 0                                    | 0,0%                                 |

| Година пописа     | 1948. | 1953. | 1961. | 1971. | 1981. | 1991. | 2002. |
| ----------------- | ----- | ----- | ----- | ----- | ----- | ----- | ----- |
| Број домаћинстава | 66    | 71    | 83    | 80    | 79    | 76    | 67    |

| Број чланова      | 1  | 2  | 3 | 4  | 5 | 6  | 7 | 8 | 9 | 10 и више | Просек |
| ----------------- | -- | -- | - | -- | - | -- | - | - | - | --------- | ------ |
| Број домаћинстава | 11 | 12 | 8 | 13 | 4 | 17 | 0 | 1 | 0 | 1         | 3,75   |

| Пол    | Укупно | Неожењен/Неудата | Ожењен/Удата | Удовац/Удовица | Разведен/Разведена | Непознато |
| ------ | ------ | ---------------- | ------------ | -------------- | ------------------ | --------- |
| Мушки  | 113    | 34               | 71           | 6              | 2                  | 0         |
| Женски | 100    | 10               | 70           | 18             | 2                  | 0         |
| УКУПНО | 213    | 44               | 141          | 24             | 4                  | 0         |

| Пол    | Укупно                    | Пољопривреда, лов и шумарство | Рибарство                            | Вађење руде и камена | Прерађивачка индустрија       |
| ------ | ------------------------- | ----------------------------- | ------------------------------------ | -------------------- | ----------------------------- |
| Мушки  | 54                        | 11                            | 0                                    | 0                    | 28                            |
| Женски | 19                        | 9                             | 0                                    | 0                    | 4                             |
| УКУПНО | 73                        | 20                            | 0                                    | 0                    | 32                            |
| Пол    | Производња и снабдевање   | Грађевинарство                | Трговина                             | Хотели и ресторани   | Саобраћај, складиштење и везе |
| Мушки  | 0                         | 4                             | 7                                    | 0                    | 1                             |
| Женски | 0                         | 0                             | 2                                    | 0                    | 0                             |
| УКУПНО | 0                         | 4                             | 9                                    | 0                    | 1                             |
| Пол    | Финансијско посредовање   | Некретнине                    | Државна управа и одбрана             | Образовање           | Здравствени и социјални рад   |
| Мушки  | 0                         | 0                             | 0                                    | 1                    | 1                             |
| Женски | 0                         | 0                             | 0                                    | 0                    | 4                             |
| УКУПНО | 0                         | 0                             | 0                                    | 1                    | 5                             |
| Пол    | Остале услужне активности | Приватна домаћинства          | Екстериторијалне организације и тела | Непознато            | Непознато                     |
| Мушки  | 1                         | 0                             | 0                                    | 0                    | 0                             |
| Женски | 0                         | 0                             | 0                                    | 0                    | 0                             |
| УКУПНО | 1                         | 0                             | 0                                    | 0                    | 0                             |